# Biatlon az 1988. évi téli olimpiai játékokon
Az 1988. évi téli olimpiai játékokon a biatlon versenyszámait február 20. és 26. között rendezték Calgaryban. Három férfi versenyszámban osztottak érmeket. Magyarországot egy versenyző képviselte.

## Részt vevő nemzetek
A versenyeken 22 nemzet sportolója vett részt.
- Argentína (ARG)
- Ausztrália (AUS)
- Ausztria (AUT)
- Bulgária (BUL)
- Csehszlovákia (TCH)
- Egyesült Államok (USA)
- Finnország (FIN)
- Franciaország (FRA)
- Guam (GUM)
- Japán (JPN)
- Jugoszlávia (YUG)
- Kanada (CAN)
- Dél-Korea (KOR)
- Magyarország (HUN)
- Nagy-Britannia (GBR)
- NDK (GDR)
- NSZK (FRG)
- Norvégia (NOR)
- Olaszország (ITA)
- Puerto Rico (PUR)
- Svédország (SWE)
- Szovjetunió (URS)

## Éremtáblázat
(Az egyes számoszlopok legmagasabb értéke vagy értékei vastagítással kiemelve.)
| Az 1988. évi téli olimpiai játékok éremtáblázata biatlonban | Az 1988. évi téli olimpiai játékok éremtáblázata biatlonban | Az 1988. évi téli olimpiai játékok éremtáblázata biatlonban | Az 1988. évi téli olimpiai játékok éremtáblázata biatlonban | Az 1988. évi téli olimpiai játékok éremtáblázata biatlonban | Olimpia  |
| ----------------------------------------------------------- | ----------------------------------------------------------- | ----------------------------------------------------------- | ----------------------------------------------------------- | ----------------------------------------------------------- | -------- |
|                                                             | Ország                                                      | Arany                                                       | Ezüst                                                       | Bronz                                                       | Összesen |
| 1.                                                          | NDK (GDR)                                                   | 2                                                           | 0                                                           | 0                                                           | 2        |
| 2.                                                          | Szovjetunió (URS)                                           | 1                                                           | 2                                                           | 1                                                           | 4        |
|                                                             |                                                             |                                                             |                                                             |                                                             |          |
| 3.                                                          | NSZK (FRG)                                                  | 0                                                           | 1                                                           | 0                                                           | 1        |
|                                                             |                                                             |                                                             |                                                             |                                                             |          |
| 4.                                                          | Olaszország (ITA)                                           | 0                                                           | 0                                                           | 2                                                           | 2        |
|                                                             |                                                             |                                                             |                                                             |                                                             |          |
| Összesen                                                    | Összesen                                                    | 3                                                           | 3                                                           | 3                                                           | 9        |

## Érmesek
| Az 1988. évi téli olimpiai játékok érmesei biatlonban |                                                                                                  |           |                                                                         |           |                                                                                         |           |
| Versenyszám                                           | Arany                                                                                            | Arany     | Ezüst                                                                   | Ezüst     | Bronz                                                                                   | Bronz     |
| 10 km sprint                                          | Frank-Peter Roetsch · NDK (GDR)                                                                  | 25:08,1   | Valerij Medvedcev · Szovjetunió (URS)                                   | 25:23,7   | Szergej Csepikov · Szovjetunió (URS)                                                    | 25:29,4   |
| 20 km egyéni                                          | Frank-Peter Roetsch · NDK (GDR)                                                                  | 56:33,3   | Valerij Medvedcev · Szovjetunió (URS)                                   | 56:54,6   | Eirik Kvalfoss · Olaszország (ITA)                                                      | 57:10,1   |
| 4 × 7,5 km váltó                                      | Szovjetunió (URS) · Dmitrij Vasziljev · Szergej Csepikov · Aljakszandr Papov · Valerij Medvedcev | 1:22:30,0 | NSZK (FRG) · Ernst Reiter · Stefan Höck · Peter Angerer · Fritz Fischer | 1:23:37,4 | Olaszország (ITA) · Werner Kiem · Gottlieb Taschler · Johann Passler · Andreas Zingerle | 1:23:51,5 |